# رودولفو بروزونه
رودولفو بروزونه (انگلیسی: Rodolfo Bruzzone؛ 1901 – نامشخص) بازیکن فوتبال اهل آرژانتین بود.
وی همچنین در تیم ملی فوتبال آرژانتین بازی کرده‌است.